# Pers-en-Gâtinais
Pers-en-Gâtinais és un municipi francès, situat al departament del Loiret i a la regió de Centre – Vall del Loira. L'any 2007 tenia 204 habitants.

## Demografia

### Població
El 2007 la població de fet de Pers-en-Gâtinais era de 204 persones. Hi havia 78 famílies, de les quals 20 eren unipersonals (16 homes vivint sols i 4 dones vivint soles), 29 parelles sense fills i 29 parelles amb fills.
La població ha evolucionat segons el següent gràfic:
Habitants censats

### Habitatges
El 2007 hi havia 129 habitatges, 83 eren l'habitatge principal de la família, 39 eren segones residències i 7 estaven desocupats. 127 eren cases i 1 era un apartament. Dels 83 habitatges principals, 74 estaven ocupats pels seus propietaris, 8 estaven llogats i ocupats pels llogaters i 1 estava cedit a títol gratuït; 1 tenia una cambra, 4 en tenien dues, 20 en tenien tres, 17 en tenien quatre i 40 en tenien cinc o més. 72 habitatges disposaven pel capbaix d'una plaça de pàrquing. A 31 habitatges hi havia un automòbil i a 47 n'hi havia dos o més.

### Piràmide de població
La piràmide de població per edats i sexe el 2009 era:
| Homes | Edats   | Dones |
| ----- | ------- | ----- |
| 0     | 95 o +  | 0     |
| 0     | 90 a 94 | 0     |
| 0     | 85 a 89 | 0     |
| 4     | 80 a 84 | 0     |
| 0     | 75 a 79 | 8     |
| 8     | 70 a 74 | 12    |
| 4     | 65 a 69 | 4     |
| 4     | 60 a 64 | 4     |
| 8     | 55 a 59 | 0     |
| 8     | 50 a 54 | 0     |
| 4     | 45 a 49 | 4     |
| 12    | 40 a 44 | 4     |
| 16    | 35 a 39 | 20    |
| 4     | 30 a 34 | 8     |
| 0     | 25 a 29 | 0     |
| 0     | 20 a 24 | 0     |
| 0     | 15 a 19 | 0     |
| 4     | 10 a 14 | 16    |
| 12    | 5 a 9   | 12    |
| 0     | 0 a 4   | 12    |

## Economia
El 2007 la població en edat de treballar era de 130 persones, 95 eren actives i 35 eren inactives. De les 95 persones actives 88 estaven ocupades (55 homes i 33 dones) i 7 estaven aturades (3 homes i 4 dones). De les 35 persones inactives 11 estaven jubilades, 12 estaven estudiant i 12 estaven classificades com a «altres inactius».

### Ingressos
El 2009 a Pers-en-Gâtinais hi havia 83 unitats fiscals que integraven 213 persones, la mediana anual d'ingressos fiscals per persona era de 19.593 €.

### Activitats econòmiques
Dels 9 establiments que hi havia el 2007, 1 era d'una empresa de fabricació d'altres productes industrials, 3 d'empreses de construcció, 1 d'una empresa de comerç i reparació d'automòbils, 1 d'una empresa de transport, 1 d'una empresa financera, 1 d'una entitat de l'administració pública i 1 d'una empresa classificada com a «altres activitats de serveis».
Dels 3 establiments de servei als particulars que hi havia el 2009, 1 era un paleta i 2 fusteries.
L'any 2000 a Pers-en-Gâtinais hi havia 6 explotacions agrícoles que ocupaven un total de 972 hectàrees.

## Poblacions més properes
El següent diagrama mostra les poblacions més properes.